# Año sabático
Un año sabático es el período que una persona decide dedicar completamente a intereses personales, dejando a un lado sus responsabilidades laborales o académicas. En muchos casos, por cuenta propia o exigencia de las mismas o por problemas diversos.

## Etimología
La palabra hebrea šhabbat (שַׁבָּת) significa "el [día] de descanso" y se refiere al cese o descanso de trabajo. A su vez, el sábado también deriva de la misma palabra.

## Historia
Su origen se remonta a milenios atrás, cuando los hebreos se tomaban el séptimo año de la cosecha para el descanso. El año sabático era una costumbre agrícola muy respetada y permitía dejar la tierra sin trabajar para su reposición, en barbecho, después de seis años consecutivos de cosecha.

## Práctica profesional
Actualmente, en ciertas instituciones académicas, el año sabático es el período de tiempo que los profesores dedican al estudio, a la investigación o la realización de actividades que conlleven la superación académica. Usualmente se recibe sueldo durante el mismo y también es cierto que existen legislaciones que prohíben o no la realización de esta práctica.  